# Létavértes
Létavértes is een plaats (város) en gemeente in het Hongaarse comitaat Hajdú-Bihar. Létavértes telt 7209 inwoners (2001).